# Janno Prants
Janno Prants (* 19. Dezember 1973 in Võru) ist ein ehemaliger estnischer Biathlet.
Der Sportsoldat Janno Prants ist verheiratet und lebt in Võru. Er betreibt seit 1986 Biathlon und startet für den SC Pohjakotkas. 1995 debütierte er in Oberhof im Biathlon-Weltcup. In einem Einzel wurde er ein Jahr später 43. und 71. im Sprint. In Antholz startete er in dem Jahr auch erstmals bei Biathlon-Weltmeisterschaften, ohne nennenswerte Platzierungen zu erreichen. Ein Jahr später gewann er in Osrblie als 27. im Einzel erste Weltcuppunkte. 1997 erreichte er in Osrblie mit der Staffel als Neunter seine beste Platzierung bei Weltmeisterschaften. 2003 wiederholte er diese Platzierung mit der estnischen Staffel in Chanty-Mansijsk. Prants startete 1998 in Nagano erstmals bei Olympischen Spielen und erreichte als beste Platzierung einen 18. Platz im Einzel. Im selben Jahr trat er auch erstmals bei Weltmeisterschaften im Sommerbiathlon an. In Osrblie war ein 13. Rang in der Verfolgung seine beste Platzierung. In Antholz kam er in der folgenden Saison mit der Staffel auf einen guten siebten Platz.
Ein erster großer Erfolg in Prants Karriere erreichte er 2000 bei den Weltmeisterschaften im Sommerbiathlon in Chanty-Mansijsk. Mit Dimitri Borovik, Roland Lessing und Indrek Tobreluts gewann er den Titel mit der Staffel. Bei den Militärweltmeisterschaften 2001 wurde der Este 26. im Sprint. Die folgende Saison wurde Prants beste im Weltcup. Ein erstes gutes Ergebnis erreichte er mit der Staffel als Sechster in Hochfilzen. In Antholz wurde er Verfolgungsachter und erreichte damit seine beste Platzierung. In Salt Lake City nahm er ein zweites Mal an Olympischen Spielen teil und erreichte als beste Platzierung einen 45. Platz im Sprint. Fünfmal kam er in die Punkteränge und beendete die Saison als 42. in der Gesamtwertung. Sein bislang letztes internationales Rennen bestritt Prant im Sprint bei den Olympischen Spielen 2006 in Turin, wo er 75. im Sprint wurde.

## Biathlon-Weltcup-Platzierungen
Die Tabelle zeigt alle Platzierungen (je nach Austragungsjahr einschließlich Olympische Spiele und Weltmeisterschaften).
- 1.–3. Platz: Anzahl der Podiumsplatzierungen
- Top 10: Anzahl der Platzierungen unter den ersten zehn (einschließlich Podium)
- Punkteränge: Anzahl der Platzierungen innerhalb der Punkteränge (einschließlich Podium und Top 10)
- Starts: Anzahl gelaufener Rennen in der jeweiligen Disziplin

| Platzierung                      | Einzel | Sprint | Verfolgung | Massenstart | Team | Staffel | Gesamt |
| -------------------------------- | ------ | ------ | ---------- | ----------- | ---- | ------- | ------ |
| 1. Platz                         |        |        |            |             |      |         |        |
| 2. Platz                         |        |        |            |             |      |         |        |
| 3. Platz                         |        |        |            |             |      |         |        |
| Top 10                           |        | 1      | 1          |             |      | 14      | 16     |
| Punkteränge                      | 5      | 6      | 4          |             | 2    | 40      | 57     |
| Starts                           | 40     | 76     | 23         |             | 2    | 40      | 181    |
| Stand: nach der Saison 2008/2009 |        |        |            |             |      |         |        |